# 1901 у кіно

## Події
- Томас Едісон закриває «першу американську кіностудію» «Black Maria».

## Фільми
- Людина з гумовою головою

## Персоналії

### Народилися
- 2 січня — Козаченко Григорій Якович, український радянський актор (пом. 1970).
- 14 січня — Бібі Данієлс, американська акторка, співачка, танцюристка і продюсерка (пом. 1971).
- 18 січня — Швачко Олексій Филимонович, український кінорежисер (пом. 1988).
- 24 січня — Ромм Михайло Ілліч, радянський кінорежисер (пом. 1971).
- 1 лютого — Кларк Гейбл, голлівудський актор (пом. 1960).
- 6 лютого — Бен Лайон, американський актор (пом. 1979).
- 7 лютого — П'єр Бійон, французький кінорежисер та сценарист (пом. 1981).
- 9 лютого — Марсель Шанталь, французька акторка (пом. 1960).
- 14 лютого — Александр Ріньйо, французький актор театру, кіно та телебачення (пом. 1985).
- 15 лютого — Мордвинов Микола Дмитрович, радянський російський актор театру і кіно, театральний режисер (пом. 1966).
- 16 лютого —  Честер Морріс, американський актор (пом. 1970).
- 25 лютого — Халатов Віктор Михайлович, український актор (пом. 1969).
- 27 лютого — Фріц Діц, німецький (НДР) актор (пом. 1979).
- 19 березня — Донський Марко Семенович, радянський кінорежисер, сценарист і педагог (пом. 1981).
- 25 березня — Ед Беглі, американський актор (пом. 1970).
- 5 квітня — Мелвін Дуглас, американський актор кіно (пом. 1981).
- 3 травня — Джино Черві, італійський актор (пом. 1974).
- 29 червня — Фріда Інескорт, шотландська акторка (пом. 1976).
- 7 липня:
  - Цубурая Ейдзі, японський режисер спецефектів (пом. 1970).
  - Вітторіо де Сіка, італійський кінорежисер та актор (пом. 1974).
- 16 липня — Леон Шамрой, американський кінооператор (пом. 1974).
- 24 липня — Ільїнський Ігор Володимирович, радянський російський актор та режисер театру і кіно (пом. 1987).
- 2 серпня — Блинников Сергій Капітонович, російський і радянський актор театру і кіно, театральний режисер, педагог (пом. 1969).
- 7 серпня — Солнцева Юлія Іполитівна, кіноакторка і кінорежисерка (пом. 1989).
- 12 серпня — Обухова Варвара Олександрівна, російська радянська акторка театру і кіно (пом. 1988).
- 13 серпня — Чирков Борис Петрович, радянський актор (пом. 1982).
- 5 вересня — Флоренс Елдрідж, американська акторка театру і кіно (пом. 1988).
- 25 вересня — Робер Брессон, французький режисер та сценарист (пом. 1999).
- 22 жовтня — Міхневич Петро Герасимович, український актор театру і кіно (пом. 1993).
- 7 листопада — Рина Зелена, російська радянська акторка театру і кіно (пом. 1991).
- 16 листопада — Свердлін Лев Наумович, радянський російський актор (пом. 1969).
- 17 листопада — Пир'єв Іван Олександрович, радянський кінорежисер (пом. 1968).
- 30 листопада — Жаклін Логан, американська кіноакторка (пом. 1983).
- 1 грудня:
  - Волт Дісней, американський художник-мультиплікатор, кінорежисер, актор, сценарист і продюсер (пом. 1966).
  - Вільям Г. Деніелс, американський кінооператор (пом. 1970).
- 4 грудня — Симонов Микола Костянтинович, радянський російський актор (пом. 1973).
- 13 грудня — Цумасабуро Бандо, японський актор (пом. 1953).
- 27 грудня — Марлен Дітріх, німецька акторка та співачка (пом. 1992).